# Avtovağzal (Metro Baku)

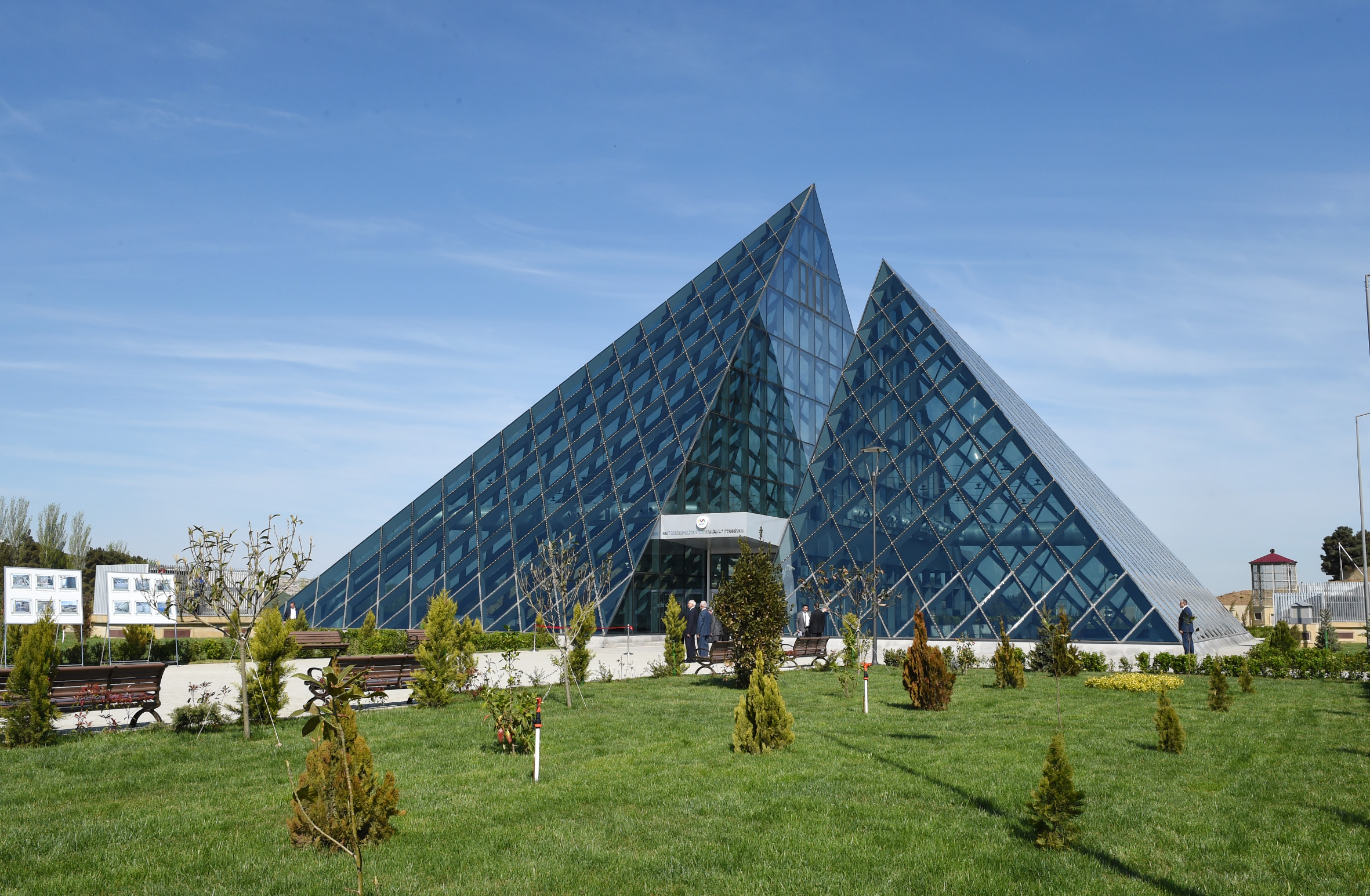
Außenansicht

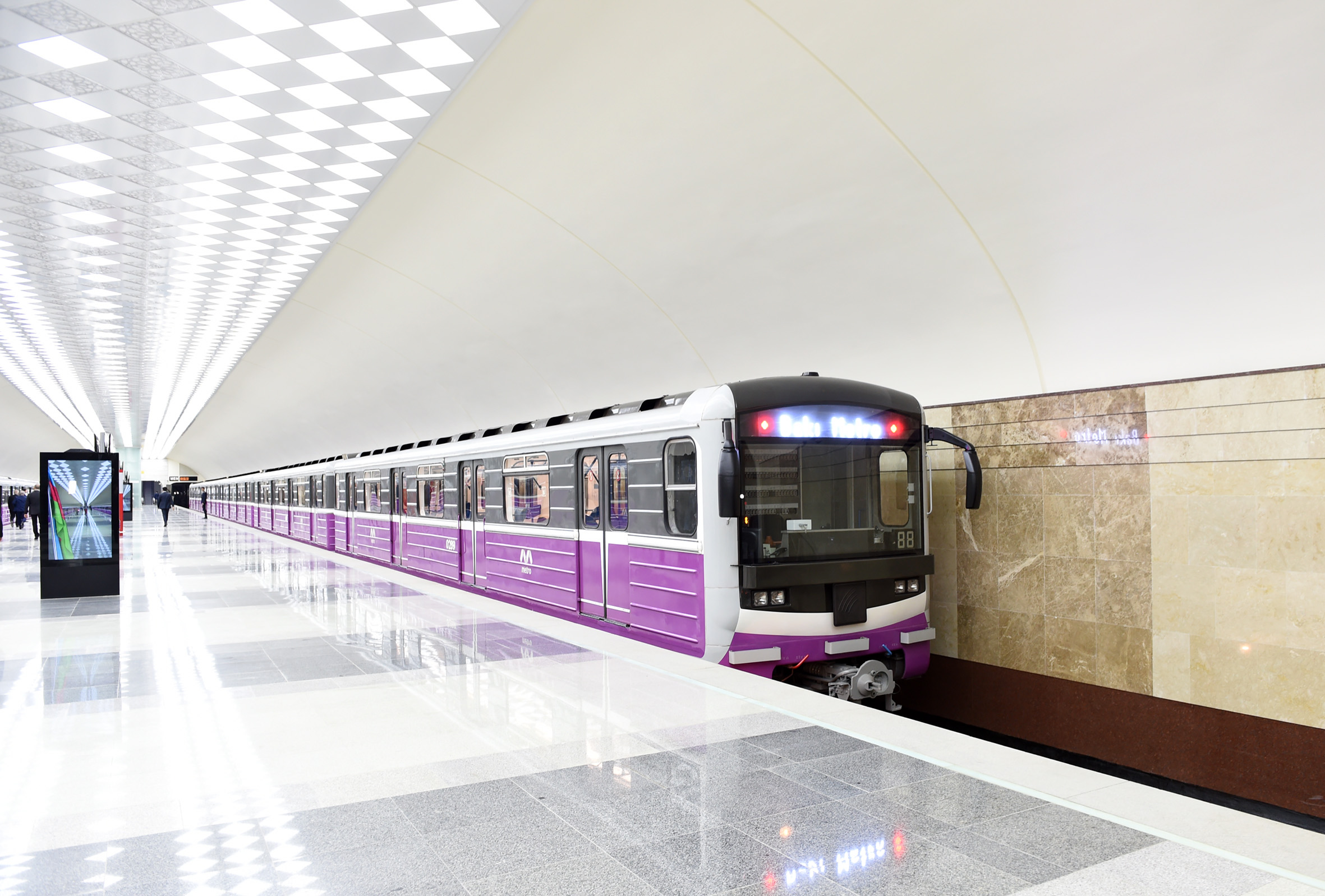
Innenansicht

Avtovağzal (aserbaidschanisch für ‚Busbahnhof‘) ist eine Metrostation in Baku. Sie wurde am 19. April 2016 zusammen mit dem Streckenabschnitt Avtovağzal – Memar Əcəmi-2 eröffnet und verbindet als Endstation der Linie 3 den Baku International Bus Terminal mit dem Baku Metro-Netz.
Die Station liegt an der M1 nach Sumqayıt.